# Kenneth Kirui
Kenneth Kirui (ur. 1974) – kenijski lekkoatleta, skoczek o tyczce.
Ośmiokrotny (1994–2000, 2002) mistrz i wielokrotny rekordzista Kenii.

## Rekordy życiowe
- Skok o tyczce – 4,60 (2000)[1] rekord Kenii[4][5]